# Erupció surtseyana

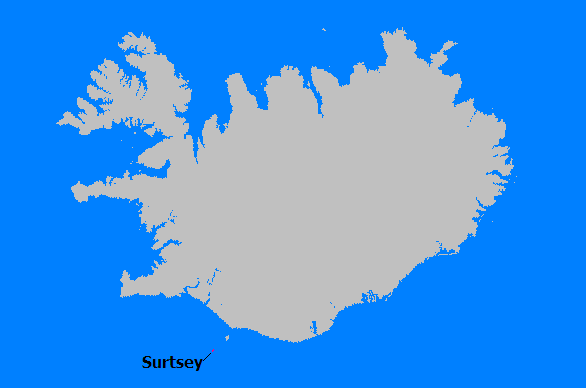
Localització de l'illa de Surtsey, a Islàndia.

Erupció surtseyana: 1 Plomall de vapor d'aigua, 2 Plomall cipressoide, 3 Cràter, 4 Aigua, 5 Estrats de lava i cendra, 6 Estrats geològics, 7 Xemeneia volcànica, 8 Cambra magmàtica, 9 Pic de lava

Una erupció surtseyana és un tipus d'erupció volcànica que té lloc en aigües poc profundes de mars o llacs. Rep el nom de l'illa de Surtsey a la costa sud d'Islàndia, prototip d'aquest tipus d'erupcions.
Aquestes erupcions són normalment erupcions freatomagmàtiques, que presenten violentes explosions causades per l'ascens del magma basàltic o andesític i el seu contacte amb abundant aigua subterrània, superficial o aigües superficials. Ràpidament es construeixen anells de tova i cons piroclàstics de cendra causats per la ruptura explosiva de magma que es refreda ràpidament. Altres exemples d'aquests volcans: Capelinhos i illa de Faial en Açores, i Taal i Batangas en Filipines i la recent activitat eruptiva a la costa de l'illa d'El Hierro a les Illes Canàries.

## Característiques

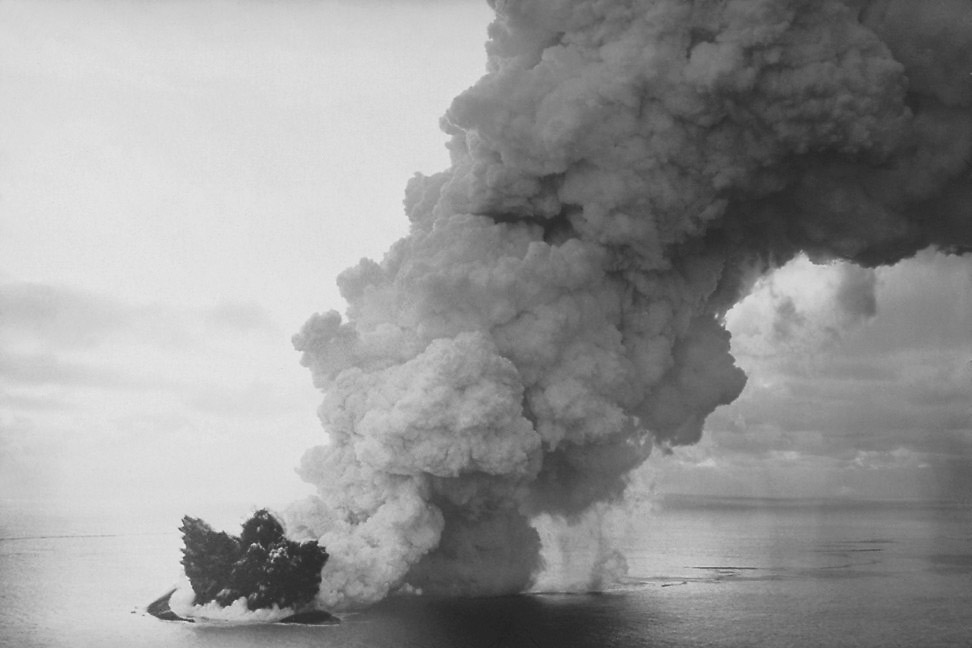
L'erupció de Surtsey és l'exemple d'aquests tipus d'erupcions.

Encara que de naturalesa similar a les de la resta d'erupcions freatomagmàtiques, hi ha diverses característiques específiques:
- La naturalesa física de magma: viscosa i basàltica.
- Caràcter de l'activitat explosiva: expulsió violenta de fragments sòlids, calents de nou magma, explosions contínues o rítmiques.
- Naturalesa de l'activitat efusiva: fluxos de lava localitzada en forma de coixins i de curta durada.
- Naturalesa de les ejeccions dominants: ejeccions lítiques de blocs i cendres, sovint lapilli d'acreció, esquitxades, bombes i absència de lapilli fusiforme.
- Estructures construïdes al voltant de lava refredada: anells de tova volcànica o anells de tuf.